# 楊建財
楊建財（1988年11月14日—），汶萊華人，汶萊男子羽毛球運動員，祖籍福建省金門縣烈嶼鄉。

## 簡歷
楊建財的祖父來自福建省金門縣的小金門島，而父母都是在汶萊出生。楊建財12岁开始学打羽毛球，由一名来自中国湖北的教练指导，其後进入文莱国家队。他曾在國內少年组（18岁以下）的所有比賽中贏過冠军，但之后文莱羽毛球协会十多年來就一直没有举办过全国性羽毛球比赛。2010年，該名中国教练与文莱国家队的合约到期，杨建财便常年处于没有专业教练指导的境地，在国际赛场上一直成绩平平，多次首轮出局，且出國比賽的經費也多由自己在國內擔任教球籌措。
2016年4月，楊建財出戰中國羽毛球大師賽，在男單比賽第一輪對陣中國名將林丹。
2016年8月，楊健財獲得三方委員會的邀請，得到奧運外卡資格，並代表汶萊出戰夏季奧林匹克運動會羽毛球男子單打比賽。他在小組賽先後敗於香港的胡贇和西班牙的巴勃羅·阿維安，無緣晉級。

## 主要比賽成績

### 奧運會和世錦賽參賽紀錄
|          | 2016       |
| -------- | ---------- |
| 男子單打 | 小組第三名 |